# 7293 Kazuyuki
7293 Kazuyuki (1992 FH) là một tiểu hành tinh vành đai chính được phát hiện ngày 23 tháng 3 năm 1992 bởi K. Endate và K. Watanabe ở Kitami.